# Pierre Humbert (architecte)
Pour les autres membres de cette famille, voir Famille Humbert et pour les homonymes, voir Pierre Humbert et Humbert.
Pierre Humbert est un  architecte français né le 13 avril 1848 à Uckange (Moselle) et mort le 18 octobre 1919 à Paris. 
Surnommé « l'architecte des princes », ses réalisations en ont fait un des architectes majeurs de la Belle Époque.

## Biographie
Pierre Humbert naît le 13 avril 1848 à Uckange (Moselle), au sein d'une vieille famille du pays messin dont est issu notamment un général de Napoléon fait baron d'Empire. Il est le fils de Jean-Pierre Humbert de de Marie-Marguerite Bernard.
Devenu célèbre en France et en Europe pour ses réalisations d'immeubles, hôtels particuliers, palaces et lieux publics à Paris et dans d'autres capitales telles que Bruxelles, Humbert fut admis au sein de l'Académie d'architecture en 1898. 
Pierre Humbert dirigea plusieurs chantiers de restaurations d'envergure telles que celle du château de Malmaison pour le mécène Osiris. 
Il travailla notamment pour son ami le prince de Caraman-Chimay, les Berthier, La Rochefoucauld, Montesquiou-Fézensac, Bourbon-Lignières ou encore les Schneider.
Humbert contribua ainsi à donner à Paris, et notamment au 16e arrondissement, son visage actuel. 
Adepte d'un style néo-classique, il se place dans la continuité des travaux du baron Haussmann.
Il est le père de l'architecte Maurice Humbert, avec lequel il dirigea son cabinet jusqu'à sa disparition tragique lors de la Première Guerre mondiale.
Il meurt dans le 7e arrondissement de Paris le 18 octobre 1919,. 

## Réalisations remarquables
Classées par arrondissement et par rue de Paris lorsqu'il y a lieu - Seules sont mentionnées ici les réalisations n'ayant pas été détruites

### France

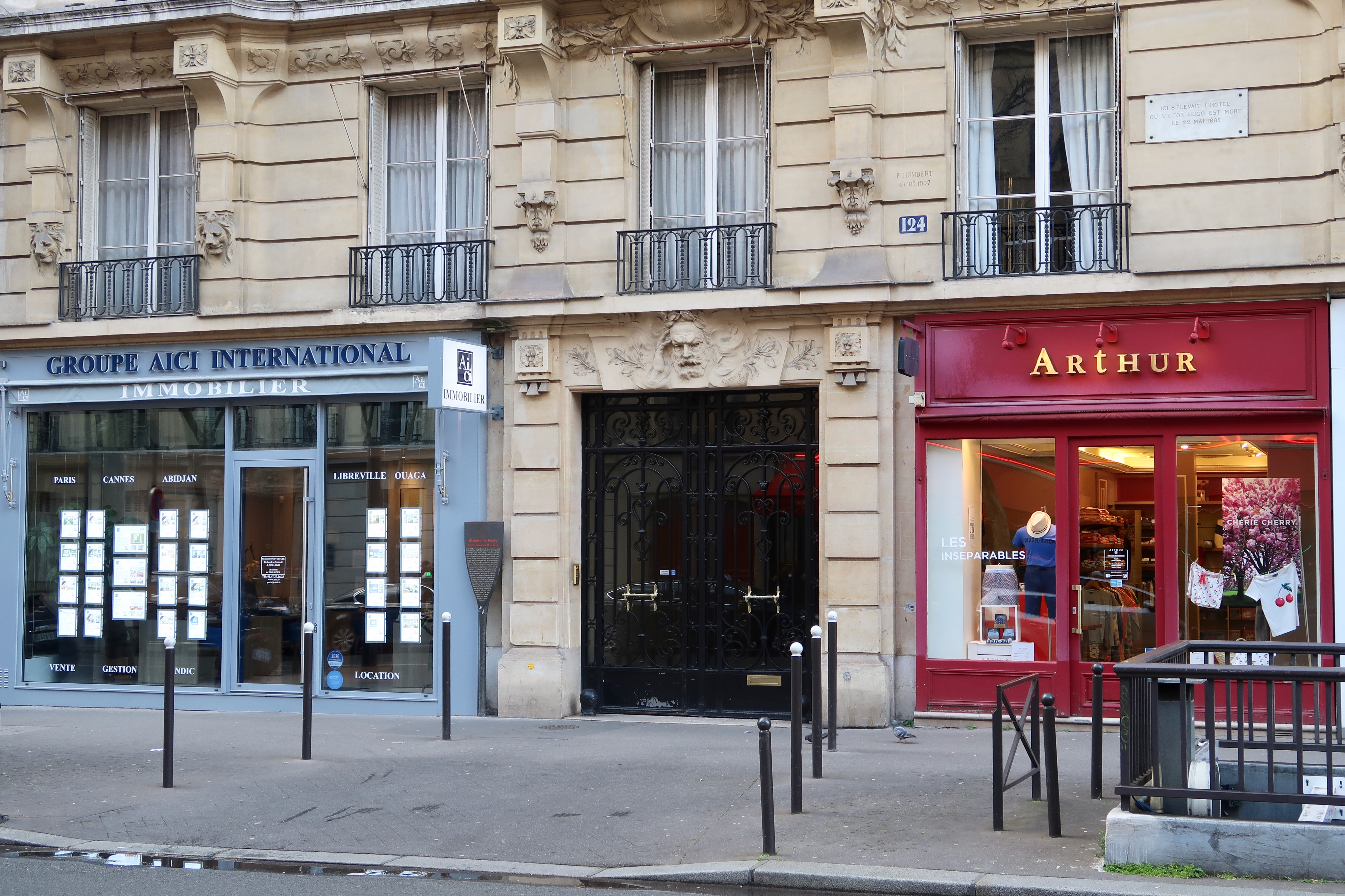
L'immeuble du 124, avenue Victor-Hugo.

#### 7earrondissementde Paris

##### Rue de Bellechasse
- no 47 : immeuble  construit en 1900 pour le comte  Bertier, où vécut Louis Nicolas Marie Bernard Davout, 4e duc d'Auerstaedt, Charles de Grandmaison et Robert Chodron de Courcel, diplomate et grand-père de Bernadette Chirac.
- no 49 : immeuble construit en 1896 pour la Maison de Pérusse des Cars où vécut Henri Fayol.

##### Avenue Charles-Floquet
- no 1 :  hôtel particulier construit par Pierre Humbert et son fils Maurice de 1904 à 1911 pour Jean-Charles Chantrell, dans le 7e arrondissement de Paris. Cet immeuble, inscrit partiellement en tant que monument historique[5], fut élevé sur un terrain détaché du Champ-de-Mars. Ses plans sont ceux d’un immeuble de style « néo-antique », réalisé en conservant les méthodes en cours avant la création du système métrique. D'une architecture palladienne, l'édifice se signale à l'intérieur par son décor à base de marbre polychrome et par son monumental escalier elliptique à éclairage zénithal. Les façades sont ornementées de pilastres, de balcons à balustres et de deux vastes coupoles symétriques. C'est dans cet hôtel particulier que le prince et la princesse de Faucigny–Lucinge donnèrent en 1927 le célèbre bal « Souvenir de Proust », où certains personnages furent incarnés par leur modèle.

- no 3 : immeuble de rapport apparemment construit en collaboration avec M. de La Morine, architecte du Palais de la Légion d'honneur pour[1] Hélène Chrissoveloni, mariée en premières noces avec le prince - roumain - Soutzo. L'hôtel a des ouvertures sur l'avenue calquées sur celles de l’Alhambra de Grenade ; le grand appartement au rez-de-chaussée fut habité par Hélène Chrissoveloni et, à partir de 1927, par son deuxième époux Paul Morand[6]; ils y reçurent le Tout-Paris dans son fameux salon de 16 mètres de long dont Maurice Martin du Gard dira qu'« il paraissait désert quand il ne s’y trouvait que vingt personnes[7] » et qu'aimait particulièrement Marcel Proust.
- no 11 : hôtel particulier, ancienne ambassade royale du Cambodge, accueillant de nos jours la résidence privée de l'ambassadeur, primé pour sa façade.
- no 11 bis : hôtel construit pour le duc de Talleyrand-Périgord-Valençay primé pour sa façade, pastiche XVIIIe siècle.
- no 15 : hôtel particulier, ancienne résidence de la princesse de La Rochefoucauld, abritant depuis 1919 l'ambassade de la République tchèque.
- no 19 : immeuble primé pour sa façade, aux mascarons du type place des victoires[8], où vécut Georges Pébereau.
- no 37 : immeuble construit avec  Maurice Humbert en 1913 pour la marquise Guilhem de Pothuau, accueillant de nos jours l'ambassade d'Éthiopie.

##### Rue du Colonel-Combes
- no 8 : hôtel particulier élevé pour le vicomte de Jousselin dans un style aux résonances Louis XV et Art nouveau.

##### Avenue Emile-Deschanel
- no 22 : immeuble construit avec son fils Maurice Humbert.

##### Rue de Lille
- no 95 : immeuble où vécut André Foulon de Vaulx.
- no 55 : hôtel de Clermont-Tonnerre.

##### Rue Rousselet
- no 29 immeuble où vécut Jules Barbey d’Aurevilly.

- Restauration du dôme de l'Hôtel des Invalides.

#### 8earrondissementde Paris

##### Avenue des Champs-Élysées
- no 119 : hôtel Carlton devenu en 1988 le siège de la compagnie Air France, actuellement le flagship Nespresso.
- no 121 : immeuble faisant l'angle avec la rue Vernet (au no 16).
- no 127 : immeuble abritant de nos jours un magasin Dior, ancien palace Wanansacker.

##### Avenue Franklin-D.-Roosevelt
- Prolongation de l'avenue d'Antin, aujourd'hui avenue Franklin-D.-Roosevelt, dans le 8e arrondissement.

##### Rue Lamennais
- no 17 : Immeuble faisant l'angle avec l'avenue de Friedland (n°21).

#### 9earrondissementde Paris
- immeuble du 34 rue de Clichy, dans le 9e arrondissement de Paris.
- immeuble du 35 rue Joubert, dans le 9e arrondissement de Paris, où résida Adrien Proust avant son mariage.
- immeuble du 50 rue Saint-Georges, dans le neuvième arrondissement de Paris, ancien atelier théâtre d'Adolphe Sax, l'inventeur du saxophone.

#### 11earrondissementde Paris
- immeuble du 32 avenue Philippe-Auguste, dans le 11e arrondissement de Paris construit pour la famille Humbert (démoli).

#### 13earrondissementde Paris
- immeuble du 65, avenue des Gobelins, dans le 13e arrondissement de Paris, bâtiment de rapport élevé pour M. Hébert en 1880.

#### 14earrondissementde Paris
- hôtel particulier du romancier Michel Morphy, 8 rue du Parc-de-Montsouris, édifié dans le goût rococo dans le 14e arrondissement de Paris

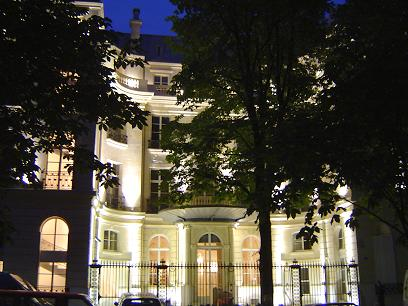
L'ambassade de la République tchèque, avenue Charles-Floquet.

- immeubles situés aux 3 et 5 de la rue Sarrette, dans le 14e arrondissement de Paris.

#### 16earrondissementde Paris

##### Rue Beethoven
- no 7 : immeuble.

##### Rue Benjamin-Franklin
- n°25 : immeuble.

##### Rue Boissière
- no 66 : immeuble construit en 1896 pour les Bourbon-Lignières.

##### Avenue Bugeaud
- no 17 : immeuble.
- no 24 : immeuble du 24 avenue Bugeaud et 2 rue Picot, dans le 16e arrondissement de Paris, construit pour sa famille en 1901.

##### Rue Copernic
- n°39 (et 2 rue Yvon-Villarceau) : immeuble d'angle.
- n°47 : immeuble.

##### Rue Émile-Menier
- no 32 : immeuble élevé en 1904 pour sa famille.

##### Place des États-Unis
- no 18 : immeuble construit pour Mlle de Montesquiou-Fezensac.

##### Avenue d'Eylau
- no 9 : immeuble construit en 1891 pour le comte Horric de Beaucaire.
- no 11 : immeuble construit en 1892.

##### Rue de Franqueville
- L'immeuble faisant l'angle de la rue Verdi, élevé pour la vicomtesse de Dampierre.

##### Rue Greuze
- no 4 : hôtel construit en 1893 pour le comte Horric de Beaucaire.
- no 6 : hôtel construit pour la baronne Edmond de Grancey, actuelle ambassade d'Espagne.

##### Villa Guibert
- no 18 : hôtel élevé en 1903 pour l'illustrateur Jacques Onfroy de Bréville, dans un style XVIIIe[9].

##### Avenue Kléber
- no 53 : immeuble.

##### Avenue Mozart
- no 44 : immeuble.

##### Rue du Ranelagh
- no 84 : immeuble construit pour la famille Humbert, où vécurent Paul Dukas, Alfred Espinas ou encore Emile Mayer.

##### Avenue Victor-Hugo
- no 124 : immeuble élevé en 1907 à la place de l'hôtel de Victor Hugo, cet édifice remporta plusieurs prix pour sa magnifique façade, qui comporte le visage de l'écrivain sculpté par Fonquergne.

##### Rue Verdi
- La rue et l'intégralité de ses immeubles.

##### Rue Yvon-Villarceau
- n°2 : immeuble faisant l'angle avec le 39 rue Copernic.
- n°10 : hôtel particulier faisant l'angle avec le rue Boissière.

#### 17earrondissementde Paris
- immeuble du 7 boulevard Pereire, dans le 17e arrondissement de Paris.

#### 18earrondissementde Paris

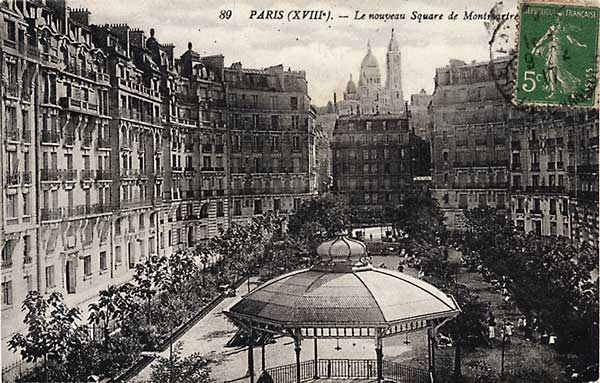
Le square Montmartre lors de son ouverture.

- square Montmartre devenu le square de Clignancourt, dans le 18e arrondissement de Paris.
- immeuble du 58 rue Caulaincourt, dans le 18e arrondissement de Paris, où habita Théophile Alexandre Steinlen.
- immeubles des 37, 37 bis, 39, 39bis et 169 rue Championnet dans le 18e arrondissement de Paris.
- immeuble du 59 rue d'Orsel, dans le 18e arrondissement de Paris construit pour la famille Schneider en 1903.
- immeuble du 11 rue Pigalle, dans le 18e arrondissement de Paris.

#### Rueil-Malmaison

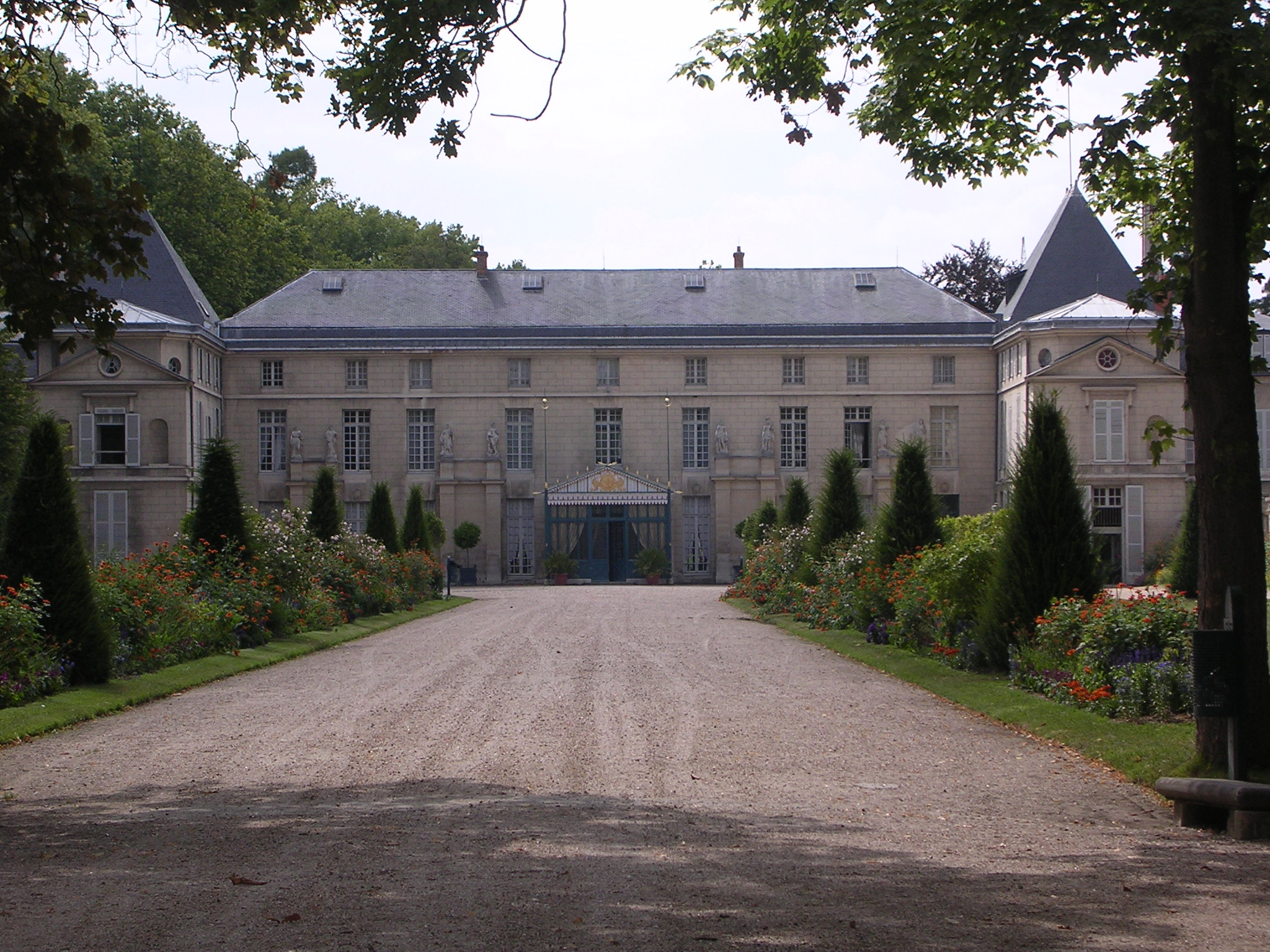
Le château de Malmaison, restauré pour Osiris.

- Le château de Malmaison, intégralement restauré par Pierre Humbert, bénévolement et à ses frais, dans le cadre du projet d'Osiris, qui l'offrît ensuite à l’État français.

#### La Ferté-Vidame,Eure-et-Loir

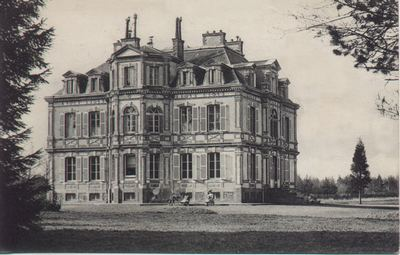
Le château du Hallier, La Ferté-Vidame, Eure-et-Loir.

- Château du Hallier, construit pour son usage personnel.

### Belgique
- hôtel particulier 43 avenue Legrand à Ixelles (Bruxelles) édifié avec Maurice Humbert en 1910 dans le style « néo-classique » pour le prince diplomate Pierre de Caraman-Chimay et son épouse la vicomtesse de Dampierre, accueillant depuis 1919 l'ambassade d'Italie.

## Sources
- Françoise Talon, « Les palaces », in Les Champs-Élysées et leur quartier, Paris, 1988, p. 88,
- Monique Eleb, Anne Debarre, Architecture de la vie privée Paris 1880-1914
- Anne Debarre-Blanchard, L'Invention de l'habitation moderne, Paris, 1880-1914
- L'Architecture au XXe siècle
- Gérard Hubert, Réunion des musées nationaux, Musée national des châteaux de Malmaison et de Bois Préau : guide, Éditions de la Réunion des musées nationaux, 1986
- Inventaire du patrimoine de la région Bruxelles-Capitale
- Monuments historiques
- Ministère de la Culture, Base Mérimée
- Permis de construire de la ville de Paris